# Grammisgalan 2025
Grammisgalan 2025 hölls 27 mars 2025 på Annexet i Stockholm. Det var 42:a gången som evenemanget arrangerades sedan 1969. Programledare var Assia Dahir och Alexander Karim. Evenemanget direktsändds på Grammis egen Youtube-kanal. Priser delades ut i 21 kategorier till föregående års mest intressanta musikproduktioner.
Under galan framträdde Miriam Bryant, Maja Francis, Hannes Aitman, Sarah Klang, Hurula, Daniela Rathana, Isak Benjamin och Elias Kapari live.

## Vinnare och nominerade
Nomineringarna tillkännagavs 11 februari 2025. Med fem nomineringar blev Benjamin Ingrosso mest uppmärksammad följt av Amanda Bergman och Becky and the Birds med fyra nomineringar vardera. Maja Francis, Miss Li och El Perro del Mar nominerades i tre kategorier vardera. C.Gambino, som sköts till döds under föregående år, nominerades postumt i två kategorier, Årets album och Årets hiphop.
Ingrosso blev galans stora vinnare med priser i tre kategorier.
Vinnare markerade med fetstil.

### Årets album
- Amanda Bergman – Your Hand Forever Checking On My Fever
- Becky and the Birds – Only music makes me cry now
- Benjamin Ingrosso – Pink Velvet Theatre
- C.Gambino – In Memory Of Some Stand Up Guys (Private Collection)
- El Perro del Mar – Big Anonymous

### Årets alternativa pop
- Annika Norlin, Jonas Teglund – En tid att riva sönder
- Becky and the Birds – Only music makes me cry now
- Dina Ögon – Orion
- El Perro del Mar – Big Anonymous
- Little Jinder – romantik på svenska

### Årets artist
- Ant Wan
- Benjamin Ingrosso
- Bladee
- Miss Li
- Zara Larsson

### Årets barnmusik
- Jompa – Historien om oljegubben
- Lisa Östergren & Thomas Backman – Konsertburkar
- Skolgårdssånger – För små och stora känslor
- Sture Kvintett – Barnjazz på svenska
- Tigern & Kobran – Kattguld

### Årets dansband
- Benny Anderssons orkester, Helen Sjöholm & Tommy Körberg – Alla kan dansa
- Fernandoz – I en Greyhound bus
- Martinez – I dina händer
- Perikles – Check på den
- Sannex – All Inclusive

### Årets elektro/dans
- HNNY – Light Shines Through
- Izza Gara – Samlad årsproduktion
- Joshua Idehen – All You Can do Is Try + Mum Does the Washing EP
- Killen. – Highlight
- Prof. Stranger – Samlad årsproduktion

### Årets folkmusik
- Diket – Och sen kom vintern
- Duga – Ørf-Our Extended Play
- Hanna & Robin – Gibraltar
- Olika artister – Spelkvinnor i Dalarna
- Väsen & Hawktail – Väsen & Hawktail

### Årets hiphop
- Ant Wan – Wanderland
- C.Gambino – Sista Gång, In Memory Of Some Stand Up Guys (Private Collection)
- Dizzy – Samlad årsproduktion
- Jireel – YEMAYA
- L1NA – TNT

### Årets hårdrock/metal
- Amaranthe – The Catalyst
- Horndal – Head Hammer Man
- Nestor – Teenage Rebel
- Opeth – The Last Will And Testament
- Skraeckoedlan – Vermillion Sky

### Årets jazz
- Agnes Darelid – RISE
- Gilbert Holmström – Peak
- Goran Kajfes Tropiques – Tell Us
- Nacka Forum – Peaceful Piano
- Sara Aldén – There Is No Future

### Årets klassiska
- Göteborgs Symfoniker & Christian Karlsen – Nordic: A Fragile Hope
- Kali Malone – All Life Long
- Martin Malmgren – Pergament: A Musical Miscellany, Vol. 1
- Peter Friis Johansson, Ylva Larsdotter, Torun Saeter Stavseng – Bo Linde: Piano Trio No 1, 6 Character Pieces & Divertimento
- Peter Jablonski – Stevenson: Piano Works

### Årets kompositör
- Amanda Bergman, Petter Winnberg: Amanda Bergman – Your Hand Forever Checking On My Fever
- Ilya Salmanzadeh, Max Martin: Ariana Grande – eternal
- Maja Francis, Johannes Runemark, David Wikberg: Maja Francis – Hello Cowboy
- Patrik Berger: Taylor Swift, Bleachers
- Vincent Pontare, Salem Al Fakir, Benjamin Ingrosso: Benjamin Ingrosso – Pink Velvet Theatre

### Årets låt
Presenteras i samarbete med Stim. Priset baseras på Stim och Ifpi Sveriges sammanvägda data över de mest spelade låtarna i riksradio P3 och P4, kommersiella radiostationer och samtliga i Sverige aktiva streamingtjänster. Både vinnande artist och låtskrivare belönas med statyett.
- Que Sera – Medina Text och musik: Anderz Wrethov, Peter Boström, Ali Jammali, Sami Rekik, Jimmy Thörnfeldt
- Misstag – Miss Li  Text och musik: Sonny Gustafsson, Linda Karlsson
- Hålla mig – Molly Sandén  Text och musik: Victor Rådström, Molly Sandén, Adam von Mentzer, Louise Lennartsson
- Honey Boy (feat. Nile Rodgers & Shenseea) – Purple Disco Machine & Benjamin Ingrosso  Text och musik: Anya Jones, Nile Rodgers, Benjamin Wahlgren Ingrosso, Chinsea Lee, Hampus Lindvall, Tino Schmidt
- You Love Who You Love – Zara Larsson  Text och musik: Uzoechi Emenike, Zara Larsson, Karl Ivert, Kian Sang

### Årets musikvideo
- Felix Scheynius: Prof. Stranger – Time With Me
- Filip Nilsson: The Hives – Rigor Mortis Radio
- Iman Omar: Joshua Idehen – Mum Does the Washing
- Maceo Frost: BIJI – Zigidi
- Nicolina Knapp: Sunnan – My Love For You

### Årets nykomling
- Becky and the Birds – Only music makes me cry now
- Hannes Aitman – Weak Point
- ORKID – Where Flowers Grow
- Sunnan – Cinema
- Y4ska – Samlad årsproduktion

### Årets pop
- Benjamin Ingrosso – Pink Velvet Theatre
- Miriam Bryant – Samlad årsproduktion
- Miss Li – Livet, döden, skiten däremellan
- Molly Sandén – Samlad årsproduktion
- Victor Leksell – Tid & Tro

### Årets producent
- Hampus Lindvall
- Ilya Salmanzadeh & Max Martin
- Nisj
- Patrik Berger
- Thea Gustafsson (Becky and the Birds)

### Årets rock
- Avantgardet – Noof Belfast – Nybro City
- Johnossi – Forevers
- Jonas Lundqvist – Sorgetornets spejare
- Linn Koch-Emmery – Borderline Iconic
- Thåström – Somliga av oss

### Årets soul/RnB
- Cherrie – Samlad årsproduktion
- Christian Nanou – Stockholm
- Kaah – FÄRGER
- Mabel – Samlad årsproduktion
- Nápoles – Silk City

### Årets textförfattare
- Amanda Bergman – Your Hand Forever Checking On My Fever
- Annika Norlin, Jonas Teglund, Erik Lundin – En tid att riva sönder
- Maja Francis – Hello Cowboy
- Sarah Assbring (El Perro del Mar) – Big Anonymous
- Thåström – Somliga av oss

### Årets visa/singer-songwriter
- Amanda Bergman – Your Hand Forever Checking On My Fever
- Henning – Cowboy från rymden
- Iiris Viljanen – Själsligt uppvaknande vid Slussen
- Maja Francis – Hello Cowboy
- Tomas Andersson Wij – Sorgsna sånger gör mig glad

### Årets hederspris
- Carola Häggkvist[5]